# Уралкриомаш
АО «Уралкриомаш» — российское предприятие, выпускающее криогенное оборудование: цистерны, резервуары, трубопроводы, газификаторы. Принимало участие во всех отечественных и в ряде международных космических программ. Входит в состав Научно-производственной корпорации «Уралвагонзавод».

## История
Ведёт свою историю с начала 1950-х годов, когда для успешного развития космических программ потребовались средства для транспортировки жидкого кислорода. В 1953 году на базе «Уралвагонзавода» началась разработка соответствующих цистерн. Первый образец был создан в том же году.
В 1954 году постановлением Совета Министров СССР группа конструкторов «Уралвагонзавода» была выделена в самостоятельное опытно-конструкторское бюро (ОКБ-250) по криогенной технике и наземному стартовому оборудованию. В 1955 году «Уралвагонзавод» начал серийное производство разработанных в ОКБ железнодорожных цистерн для перевозки жидкого кислорода («изделие 8Г52») и жидкого азота («изделие 8Г54»). Кроме того, бюро разработало подвижные заправочные средства для ракет-носителей, обеспечившие запуски корабля «Восток-1», первых искусственных спутников Земли. В 1960-70-х годах были разработаны и пущены в серию цистерны для перевозки аргона, жидкого водорода и этилена. В 1980 году опытно-конструкторское бюро было преобразовано в самостоятельное предприятие — «Уральское конструкторское бюро машиностроения». Наряду с работами в ракетно-космической отрасли началось создание криогенного оборудования для особо мощных квантовых генераторов.
В 1990-х годах из-за резкого сокращения финансирования космических исследований предприятие было вынуждено искать новые источники дохода. В частности, были запущены в производство мини-пивзаводы, а также разработаны установки для тушения пожаров на нефтяных, газовых скважинах, на угольных шахтах.
В 1994 году «Уральское конструкторское бюро машиностроения» было преобразовано в ОАО «Уралкриомаш». Тогда же был снят гриф секретности с темы участия предприятия в космических проектах.

## Сотрудники

### Руководство
Зашляпин, Рудольф Александрович — 1990—2009

## Продукция
- Железнодорожные цистерны для транспортировки и хранения криогенных продуктов (аргона, азота, кислорода, этилена).
- Железнодорожные цистерны для не криогенных продуктов (диоксида углерода, светлых нефтепродуктов).
- Резервуары-хранилища для кислорода, азота, аргона, СПГ, водорода, пропана-бутана, диоксида углерода.
- Резервуары для приёма, хранения и выдачи светлых нефтепродуктов, используемых на АЗС и АГЗС.
- Криогенные трубопроводы для транспортировки жидких азота, аргона, кислорода, водорода и сжиженного природного газа.

По программам «Роскосмоса» «Уралкриомаш» готовит продукцию для систем заправки ракет сжиженным газом и кислородом.
В 2012 году «Уралкриомаш» планировала реализовать «пилотный» проект по производству специализированных вагонов-цистерн. Также предполагалось участие предприятия в газификации Свердловской области.

## Показатели деятельности
В 2011 году АО «Уралкриомаш» получило 7,641 млн рублей чистой прибыли по РСБУ против убытка годом ранее. Выручка за 2011 год увеличилась на 22 % — до 308,835 млн рублей.

## Интересные факты
В 2009 году «Уралкриомаш» в качестве соисполнителя работ по первому российскому газотурбовозу ГТ-1, работающему на сжиженном метане, попал в Книгу рекордов Гиннесса.

## Санкции
23 февраля 2024 года, из-за российского вторжения в Украину, предприятие включено в санкционный список стран Евросоюза:

Уралкриомаш поставляет продукцию Министерству обороны РФ в рамках оборонного госзаказа. Предприятие поставляет нафталин и кислород для космодрома «Восточный». На космодроме «Восточный» осуществляет запуск спутников для российской армии с целью определения объектов в агрессивной войне против Украины. Таким образом, Уралкриомаш материально поддерживает действия, которые подрывают и угрожают территориальной целостности, суверенитету и независимости Украины.— «Официальный журнал Европейского союза», Брюссель, 23 февраля 2024 года
По аналогичному основанию завод находится в санкционных списках Украины и Швейцарии.